# Partido de la Nueva Corea
El Partido de la Nueva Corea (Idioma coreano: 신한국당; Hanja: 新韓國黨; McCune-Reischauer: Shin Han-kuk Tang; Romanización revisada: Shin Han-guk Dang) fue fundado producto de la fusión del Partido de la  Justicia Democrática de Roh Tae-woo con el Partido Democrático de la Reunificación de Kim Young Sam y el Nuevo Partido Democrático Republicano de Kim Jong-pil para formar el Partido Democrático Liberal (민주자유당; Minju Ja-yudang). Cambió su nombre a Partido de la Nueva Corea (PNC) en 1995.
En 1997 el PNC se fusionó con el Partido Democrático Unido para formar el Gran Partido Nacional.